# Bill Charlap
Bill Charlap, właśc. William Morrison Charlap (ur. 15 października 1966 w Nowym Jorku) – amerykański pianista i kompozytor jazzowy.
Jest synem Moose Charlapa, kompozytora z Broadwayu i piosenkarki Sandy Stewart. Studiował w New York High School Of The Performing Arts, oraz pobierał lekcje u Jacka Reilly i Eleanor Hancock. Profesjonalną karierę muzyczną rozpoczął w 1995 w kwintecie Phila Woodsa. Współpracował również z takimi gwiazdami jak Benny Carter, Clark Terry, Jim Hall, Al Grey, Red Mltchell, Frank Wess, Warren Vaché, Milt Hinton, Louie Bellson i Grady Tate. Akompaniował też takim gwiazdom wokalistyki jazzowej jak Tony Bennett, Shirley Horn i Carol Sloane.

## Dyskografia
jako lider
1. Bill Charlap
  1. Along With Me (1994, Chiaroscuro Records)
2. Bill Charlap trio
  1. Souvenir (1995, Criss Cross)
3. Michael Moore
  1. & Bill Charlap
  2. Concord Duo Series
  3. Volume Nine (Concord Jazz)
4. Bill Charlap
  1. Distant Star (1996, Criss Cross Jazz)
  2. Sean Smith • Bill Stewart
5. All Through The Night (1997, Criss Cross Jazz)
  1. Bill Charlap • Piano
  2. Peter Washington • Bass
  3. Kenny Washington • Drums
6. Written in the Stars (2000, Blue Note Records)
  1. Bill Charlap • Piano
  2. Peter Washington • Bass
  3. Kenny Washington • Drums
7. Stardust (2002, Blue Note Records)
  1. Bill Charlap • Piano
  2. Peter Washington • Bass
  3. Kenny Washington • Drums
8. Somewhere
  1. The Songs of Leonard Bernstein (2004, Blue Note Records)
  2. Bill Charlap • Piano
  3. Peter Washington • Bass
  4. Kenny Washington • Drums